# Escuela imán

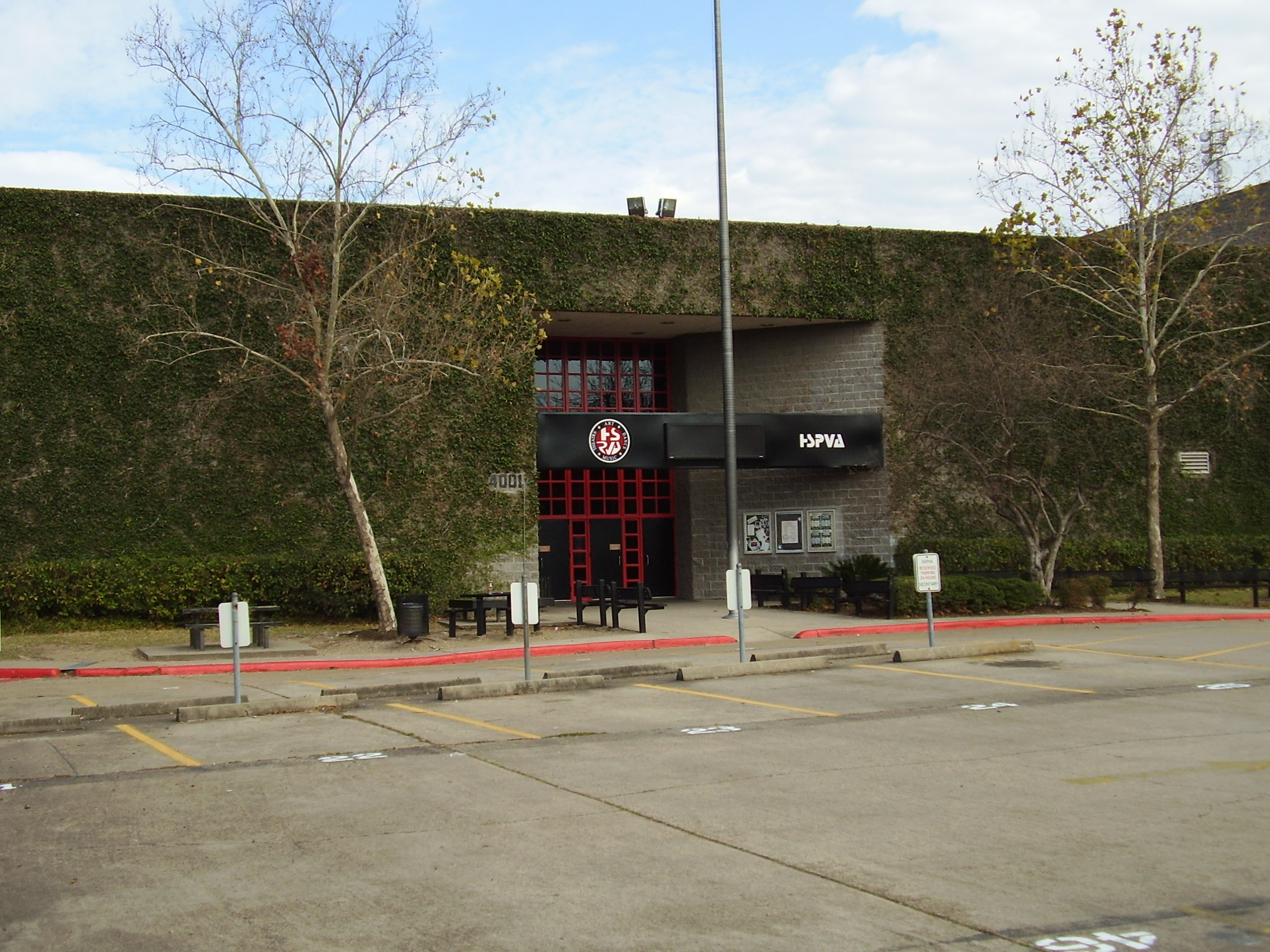
Escuela Preparatoria para las Artes Escénicas y Visuales (HSPVA) en Houston

En el sistema educativo estadounidense, una escuela magnética, escuela imán o escuela de enfoque especializado (en inglés: magnet school) es un tipo de escuela pública que cuenta con cursos, programas o planes de estudio especializados, destinados a atraer a estudiantes de diferentes grupos étnicos y estratos socioeconómicos. Son institutos que pueden admitir alumnos de otras partes del distrito escolar, aún fuera de los límites de la zona asignada a la escuela pública; atraen (de ahí la referencia de «imán») a escolares con intereses en general ya definidos.
El propósito de algunas escuelas es para proporcionar opciones educativas, y para otras, es la educación de mayor calidad. Los programas pueden ofrecerse a diferentes niveles educativos, pero hay programas que únicamente se ofrecen a nivel de bachillerato o preparatoria y algunos, como lo es en enfoque médico, requiere de cuatro años para su cumplimiento.
En otros países, como en Reino Unido o Rusia, así como en algunas naciones ex soviéticas, nombran a los colegios con programas enfocados «escuelas para especialistas» o «escuelas especializadas».
Los enfoques de los programas pueden ser:
- Artes visuales y escénicas.
- Ciencias de la Salud y para profesiones médicas.
- Lenguajes e idiomas.
- Artes culinarios.
- Ingeniería y tecnología
- Dones y talentos
- Comunicaciones.
- Negocios.
- Estudios internacionales.
- Música.